# Wick Airport
Wick Airport is een kleine regionale luchthaven ten noorden van de Schotse stad Wick. Het vliegveld bedient de regio Caithness met lijnvluchten naar Aberdeen Airport en Edinburgh Airport. Het wordt ook gebruikt voor helikoptervluchten naar offshore olie-installaties. Verder stoppen en tanken hier kleine vliegtuigen die via IJsland naar Noord-Amerika vliegen. Eigenaar en uitbater is de Highlands and Islands Airports Ltd. groep, die elf vliegvelden in Schotland uitbaat. Die hanteert de benaming Wick John O'Groats Airport. De groep heeft haar hoofdkantoor op Inverness Airport.

## Geschiedenis
Het vliegveld was oorspronkelijk een grasveld, dat van 1933 tot 1939 werd gebruikt door Captain E.E. Fresson's Highland Airways Ltd. (later Scottish Airways).

### RAF Wick
In de Tweede Wereldoorlog werd het opgevorderd voor militair gebruik, en voorzien van verharde landingsbanen. Het vliegveld, nu RAF Wick genoemd, werd beheerd door RAF Coastal Command en gebruikt voor het beschermen van de scheepvaart in de noordelijke Atlantische Oceaan. Avro Ansons en later Lockheed Hudsons voerden verkenningsvluchten en aanvallen op Duitse U-boten uit vanaf Wick.
Op 21 mei 1941 vloog Flying Officer Michael Suckling met een Supermarine Spitfire fotoverkenningsvliegtuig vanop Wick naar Noorwegen, op zoek naar het Duitse slagschip Bismarck. Moest dit slagschip de Atlantische Oceaan bereiken zou dit een grote bedreiging vormen voor de schepen die Groot-Brittannië bevoorraadden. Suckling vond en fotografeerde een formatie oorlogsschepen in Grimstadfjord nabij Bergen, waaronder de Bismarck. Dankzij deze informatie kon de Royal Navy de slagkruiser HMS Hood en andere schepen naar een confrontatie met de Bismarck leiden. Michael Suckling zou twee maanden later bij een andere verkenningsmissie boven Frankrijk neergeschoten worden en om het leven komen.
Van de drie landingsbanen is er nog een in gebruik, de "13/31" die verlengd werd tot circa 1800 meter.